# Гусєв Олександр Олександрович
Олександр Олександрович Гусєв (23 жовтня 1950, хутір Красний Грозненської області, тепер Кизлярського району, Дагестан, Російська Федерація) — радянський діяч, секретар ЦК КП Естонії (КПРС). Член ЦК КПРС у 1990—1991 роках.

## Життєпис
У 1974 році закінчив Куйбишевський авіаційний інститут.
У 1974—1979 роках — інженер-конструктор, начальник дільниці; в 1979—1982 роках — заступник начальника, начальник цеху; в 1982—1985 роках — заступник генерального директора Талліннського виробничого об'єднання радіоелектронної техніки — заступник директор заводу «Пунане РЕТ» у місті Таллінні.
Член КПРС з 1983 року.
У 1985—1988 роках — генеральний директор Талліннського виробничого об'єднання радіоелектронної техніки — директор заводу «Пунане РЕТ» у місті Таллінні.
У 1988—1990 роках — 1-й секретар Морського районного комітету КП Естонії міста Таллінна.
26 березня — грудень 1990 року — секретар ЦК КП Естонії. У грудні 1990 — серпні 1991 року — секретар ЦК КП Естонії (КПРС).
Подальша доля невідома.